# Журнал по сомаэстетике
Журнал по сомаэстетике (англ. The Journal of Somaesthetics) — рецензируемый, академический исследовательский онлайн журнал, посвященный междисциплинарным исследованиям сомаэстетики, в которой исследуется культура телесности.

## О журнале
Сомаэстетика является междисциплинарным исследовательским направлением, изучающим и культивирующим использование телесного опыта (сомы). Данная практика направлена на улучшение понимания и эффективности работы человеческого тела и, кроме того, окружающей среды, которая изменяется под телесным воздействием. 
Для достижения этих целей сомаэстетика занимается различными формами знаний, дискурсов, социальных практик и институтов, культурных традиций и ценностей, поэтому это междисциплинарный проект. В связи с этим журнал по сомаэстетике приветствует изучение сомаэстетики на стыке таких дисциплин, как философия, эстетика, искусство и дизайн, технологические исследования, здравоохранение, социальные науки,физиология, психология и педагогика. 
Журнал по сомаэстетике также направлен на решение проблем, которые зачастую встречаются в сомаэстетическом дискурсе: во-первых, структурированный обзор, который может охватывать различные области, в которых есть сомаэстетические проблемы (например, дискурс, который мог бы охватить описание жестов рук в нейронауке и эстетический смысл движения рук в театре одновременно); во-вторых, прагматическая ориентация исследований, при которой человек может применять в своей жизни достижения сомаэстетики. При таком подходе философия должна стать инструментом для проектирования жизни.
В журнале по сомаэстетике ведется политика открытого доступа, которая поддерживается благодаря принципу свободного продвижения знаний, согласно которому будет создаваться больше исследований, полезных для общественности, при открытом доступе к исследованиям в данной области.  
В журнале авторы не взимают плату за публикацию. 

## Выбор статей
Журнал по сомаэстетике издается два раза в год при поддержке междисциплинарного и международного совета консультантов. Каждый номер, как правило, посвящен одной теме.   
Все научные статьи, опубликованные в журнале по сомаэстетике подлежат двойной слепой процедуре рецензирования, в которой редакторы каждого выпуска контролируют процесс рассмотрения статьи ( в то время как авторы статьи могут следить за данным процессом). Редакционная комиссия вместе с главным редактором могут отклонять статьи до и после процесса рассмотрения. Также они они сохраняют за собой право вносить изменения в статьи, чтобы сохранить ясность, грамматическую корректность, правописание и языковую последовательность.  

## Выпуски
Все выпуски журнала хранятся на официальном сайте в архиве и доступны свободно любому читателю.
Vol. 1 No. 1 (2015). Сомаэстетика и изобразительное искусство
В данном выпуске поднимается проблема понимания сомаэстетики не только в связи с формами современного искусства (боди-арта, перформанса и инсталляции), но и в связи с перспективой обогащения художественно-исторического дискурса и критики западной и в азиатской культур. Авторы выпуска выдвигают идею о том, что сомаэстетика может осветить аспекты художественной традиции как, например, эпохи Возрождения, так и классические азиатские формы чернильной живописи, рассматривая проблему взаимодействия между зрителем и произведением искусства. 
Vol. 2 No. 1 & 2 (2016). Сомаэстетика и еда
Выпуск, посвященный исключительно изучению сомаэстетики в вопросах, касающихся выращивания, подготовки, потребления и наслаждения продовольствием. Данная проблема охватывает широкий спектр отношения еды и тела: от изобразительного искусства, перфоманса и кино до экспериментальной психологии и питания, городского земледелия, ресторанной культуры. Данный подход можно рассматривать как противовес философии питания, которая больше ориентируется на когнитивные, а не телесные аспекты. 
Vol. 3 No. 1 & 2 (2017). Тело Веры/ Тело заботы
Данный выпуск поднимает вопрос о вере, потому что человечесекие тела формируются не только в связи с генетическими факторами, но и в связи с особенносяти верований и культур, в которых тела развиваются и функционируют. Данный подход охватывает как ритуальные практики, так и законы, применяемые в различных социальных институтах и даже формы антагонистического поведения
Что касается вопроса о заботе, то здесь рассматриваются аспекты ежедневного ухода с точки зрения личной гигиены, ухода, физических упражнений и надлежащего питания. Тело также является объектом заботы в смысле беспокойства от процессов болезней и смерти, которые проявляются через наши тела. Между телом веры и телом заботы рассматривается важная связь, которая проявляется в убеждениях человека, которые формируются благодаря верованиями и оказывают влияние на заботу о теле. 
Темы статей варьируются от психологической терапии до религиозных убеждений, татуировок и неолиберальных учреждений здравоохранения. 
Vol. 4 No. 1 (2018). Сомаэстетика и ее скандинавские аспекты
Данный выпуск посвящен проблеме расширения эстетики и восприятия её не только через художественный аспект, но и через другие культурные области, которые полагаются на эстетическое восприятие. 
И так как скандинавские исследования отличаются особым взглядом на проблемы сомаэстетики из-за некоторых особенностей скандинавской культуры и скандинавских академических историй, практик и целей, поэтому данный выпуск посвящен практической и академической деятельности сомаэстетичских исследований, охватывающих скандинавскую культуру.
Vol. 4 No. 2 (2019). Сомаэстетика и технологии
Этот специальный выпуск содержит статьи, касающиеся проблемы эстетических отношений между технологией и телом. Особое внимание было сосредоточено на применении сомаэстичных теорий и практик по разработке и оценке технологии, а также на их сравнении с другими теоретическими рамками.
Vol. 5 No. 1 (2019). Тело первичнее: сомаэстетика и поп-культура
Критики массовой культуры (Ортега-и-Гассет, Адорно) критиковали массовую культуру во второй четверти 20 века, в то время как Ханна Арендт встала на их защиту в своей работе "Кризис в культуре" (1959), напоминая, что человек нуждается в развлечениях. 
Действительно, дискотеки и парки развлечений являются необходимыми элементами жизни общества, в которых телесная практика выступает на первый план, но есть и другие формы культуры, где активное тело занимает если не центральное место, то хотя бы является квинтэссенцией практики. (Например, подумайте о фильмах ужасах, где отвращение и озноб в позвоночнике имеют центральное значение для восприятия). Данная проблема соотношения тела и массовой культуры имеет длинную историю и многочисленные аспекты, которые рассматриваются в данном выпуске журнала.  
Vol. 5 No. 2 (2019). Сомаэстетика и звук
В данном выпуске рассматриваются вопросы опыта звука и голоса, а именно: как звук появляется в организме, как выходит из тела, и как он воспринимается.  Основное внимание уделяется сомаэстетическим измерениям звука, музыки и голоса. Статьи касаются импровизации, игры на инструментах, пения, театра и философии звука.
Vol. 6 No. 1 (2020). Сомаэстетика и красота
В данном выпуске рассматривается вопрос: как эстетика современного мира влияет на опыт красоты?Как в современном мире, при введении эстетики безобразного, красота все еще может относиться к эстетическому опыту, который проявляется в чувственном теле, как происходящий из тела?
В этом выпуске собран вклад из различных областей изучения опыта красоты по отношению к эстетическим явлений в повседневной жизни, дизайна, искусства, урбанистики и проч. 
Vol. 6 No. 2 (2020). Нездоровый и опасный образ жизни - и забота о себе
Любая зависимость и/или образ жизни, рискованные для жизни человека, не могут быть объяснены исключительно с точки зрения биологии и психологии. Также необходимо учитывать социальные представления и культуру, поэтому здесь встает вопрос о соотношении сомаэстетики и вредных привычек, которые зачастую приносят чувство удовольствия, даже если они вредны. 
В этом выпуске рассматривается опасность эстетического переживания, связанного с нездоровым образом жизни. Существует значительный потенциал для сомаеститического мышления в поиске решений для лечения людей, которые борются с зависимостями или другими условиями, связанными с образом жизни.
Статьи о об опасном образе жизни посвящены проблемам наркомании, самоубийства и РПП. 
vol. 7 No 1 (2021). Сомаэстетика и феноменология
В данном выпуске рассматривается разница между сомаэстетикой и феноменологией. 
Феноменологи в основном стремились оставаться в академической среде и их подход не был установлен для практического использования. Сомаэстетика же с самого начала подпитывается стремлением привести теорию и телесные практики в диалог, но граница между этими двумя учениями стирается, в особенности когда феноменологи используют телесные практики, а исследователи в области сомаэстетки могут быть академическими философами, поэтому в данном выпуске будут рассмотрены основные различия данных подходов, обращаясь также к исторической традиции данных направлений. 
vol. 7 No 2 (2021). Тела и артефакты
В данном выпуске будет рассмотрена взаимосвязь тела и культурных артефактов. Произведения искусства и религиозные объекты в основном представлены как внутренние эстетические или духовные ценности, которые возвышаются над физическим отношением к телу. Растущее значение перформанса и боди-арта в современном искусстве позволяет переосмыслить взаимосвязи между телом и артефактами. Размещение человеческого тела в качестве референтной точки для конституции места дает сомаэстетике уникальную возможность изучить эти артефакты и способы эстетически их переживания.

## Авторы
Главным редактором журнала является профессор Фальк Генрих из Ольборгского университета в Дании
Также журнал выпускается под редакцией профессора Ричарда Шустермана (США), профессора Арто Хаапала (Финляндия), Эльзы-Мари Букдхаль (Дания), профессора Стефан Вальдемар Снаварр (Норвегия), профессора Даг Сванес (Норвегия), старшего преподавателя Макс Рюинанена (Финляндия), Анны Тарвайнен (Финляндия), профессора Мие Буль (Дания), доцента Кумхур Эркут (Дания), доцента Софии Даль (Дания, Швеция), профессора Кристины Хёк (Швеция), профессора Палле Дальстедта (Швеция), доцента Янпинга Гао (Китай), профессора Матиаса Гирель (Франция), профессора Лешека Кочевича (Польша).